# Hemelytroblatta fulvopicta
Hemelytroblatta fulvopicta är en kackerlacksart som först beskrevs av Adelung 1903.  Hemelytroblatta fulvopicta ingår i släktet Hemelytroblatta och familjen Polyphagidae. Inga underarter finns listade i Catalogue of Life.